# OBS 선거방송
《OBS 선거방송》은 대한민국의 수도권 권역 방송사인 OBS 경인TV에 방송한 선거 특집 프로그램이다.

## 변천사
- 개표방송 (18대 총선) (2008년 4월 9일)
- 개표방송 (5회 지선) (2010년 6월 2일)
- 개표방송 (19대 총선) (2012년 4월 11일)
- 개표방송 (18대 대선) (2012년 12월 19일)
- 개표방송 (6회 지선) (2014년 6월 4일)
- 개표방송 (20대 총선) (2016년 4월 13일)
- 개표방송 (19대 대선) (2017년 5월 9일)
- 개표방송 (7회 지선) (2018년 6월 13일)
- 개표방송 (21대 총선) (2020년 4월 15일)
- 개표방송 (20대 대선) (2022년 3월 9일)
- 개표방송 (8회 지선) (2022년 6월 1일)
- 공감 2024 개표방송 (22대 총선) (2024년 4월 10일)
- 국민공감 2025 (21대 대선) (2025년 6월 3일)

## 같이 보기
- 개표방송
- 투표